# Madden NFL 10
Madden NFL 10 är ett amerikanskt fotbollsspel baserat på National Football League som publicerades av EA Sports och utvecklades av EA Tiburon. Den 21:a delen av Madden NFL-serien är det första spelet som har två spelare på omslaget: Troy Polamalu från Pittsburgh Steelers och Larry Fitzgerald från Arizona Cardinals, som spelade mot varandra den föregående säsongen i Super Bowl XLIII. Den släpptes i augusti 2009 för PlayStation 2, PlayStation 3, PlayStation Portable, Wii, Xbox 360 och BlackBerry, och för iOS den 9 september genom App Store.